# Mein/4 Stadtmagazin
mein/4 Stadtmagazin (gesprochen Mein Viertel) ist ein kostenloses, gedrucktes Stadtmagazin aus Berlin.

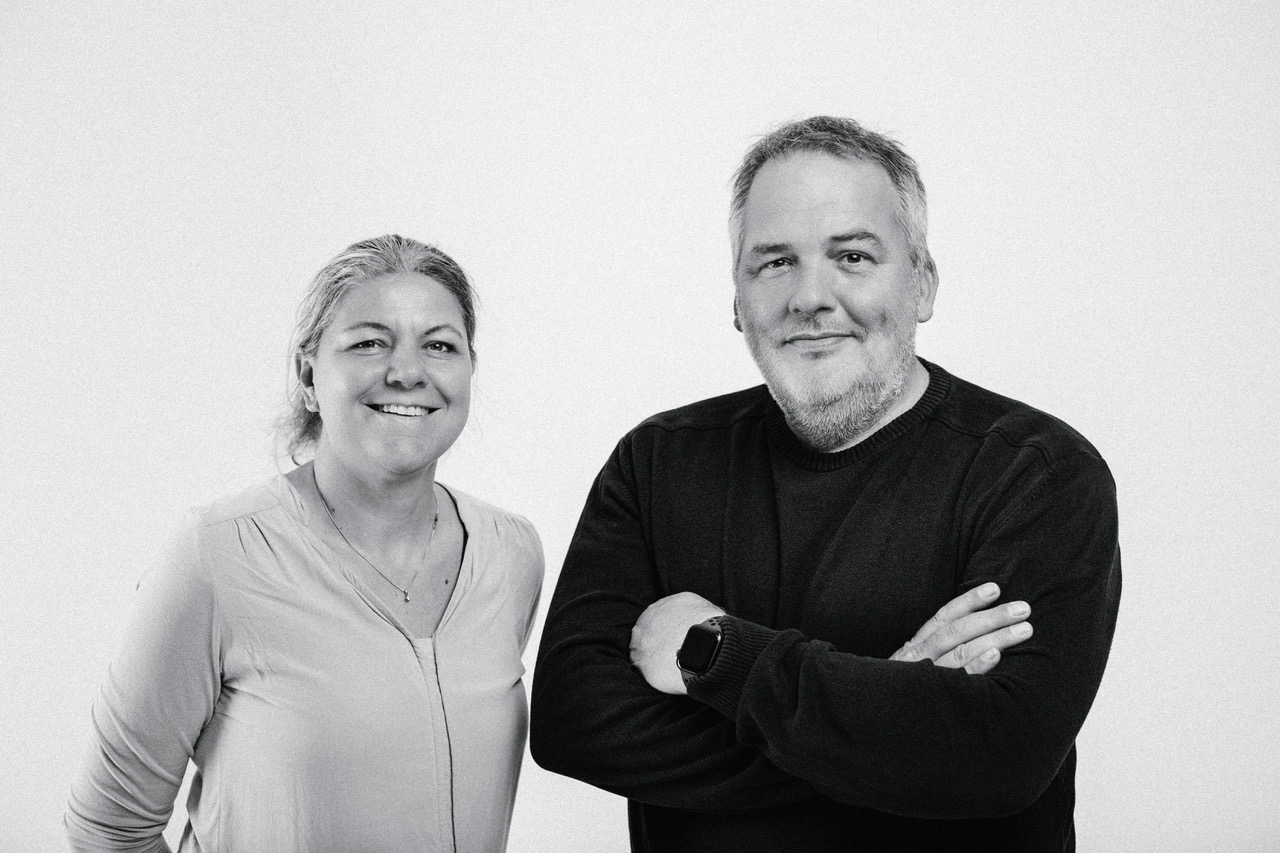
Die Gründer und Herausgeber von mein/4

Es wurde 2017 im Stadtteil Prenzlauer Berg gegründet und entwickelte sich seither zu einem stadtweit verbreiteten Kiez- und Kulturmagazin. Die Redaktion versteht das Magazin als journalistische Hommage an Berlin und setzt auf lokale Berichterstattung mit kulturellem, gesellschaftlichem und sozialem Fokus.

## Geschichte
Gegründet wurde mein/4 2017 von Markus und Beate Beeth,
ursprünglich mit dem Ziel, den Großraum Pankow redaktionell abzubilden. Der Name „mein/4“ bezieht sich auf das persönliche Lebensumfeld der Gründer und steht sinnbildlich für das eigene Berliner Viertel – den Kiez als emotionale Heimat.
Das Magazin wurde von Anfang an im hochwertigen Rollendruck mit Klebebindung produziert, um Langlebigkeit und wiederholten Lesegenuss zu gewährleisten. Bereits kurz nach dem Start erweiterte sich die Verbreitung über Pankow hinaus. Seit 2018 wird mein/4 auch in Friedrichshain, Kreuzberg und Mitte verbreitet – damit wandelte sich das Konzept zunehmend von einem lokalen Kiezmagazin zu einem stadtweit erscheinenden Stadtmagazin.

## Erscheinungsweise und Verbreitung
mein/4 erscheint quartalsweise, jeweils zu Beginn der Monate März, Juni, September und Dezember. Die Auflage beträgt 50.000 Exemplare pro Ausgabe. Seit dem Jahr 2022 liegt das Magazin in allen zwölf Berliner Bezirken aus – von Frohnau im Norden bis Zehlendorf im Süden, und von Köpenick im Osten bis Spandau im Westen – an über 2.000 festen Ausgabestellen. Hinzu kommen rund 1.000 Orte mit Leseexemplaren, etwa in Cafés, Arztpraxen, Galerien und kulturellen Einrichtungen.
Mit wachsender Bekanntheit hat sich das Magazin einen festen Platz im politischen und kulturellen Leben der Stadt erarbeitet. Zahlreiche Persönlichkeiten des öffentlichen Lebens, darunter alle Regierenden Bürgermeisterinnen und Bürgermeister Berlins sowie verschiedene Bundespolitiker, standen dem Magazin für Interviews zur Verfügung. In der Kulturszene berichteten unter anderem Sandra Maischberger, Jan Josef Liefers, Kim Fisher, Bettina Lamprecht, Hans-Werner Meyer und viele weitere über ihre Sicht auf Berlin und das Leben in der Hauptstadt.
Ein besonderes mediales Echo fand die März-Ausgabe 2024, in der die deutsche Überlebende des Holocausts Margot Friedländer porträtiert wurde. Sie war zum Zeitpunkt des Erscheinens 102 Jahre alt und zierte das Cover der Ausgabe.

## Redaktion und Autorenschaft
Inhaltlich setzt mein/4 auf journalistische Qualität, optisch auf großzügige Gestaltung, große Bildstrecken und bewusst entschleunigtes Lesen. Im Laufe der Jahre schlossen sich zahlreiche prominente Gastautorinnen und -autoren dem Redaktionsteam an. Den Anfang machte die Schauspielerin und Autorin Bärbel Stolz, gefolgt von Wladimir Kaminer, Ilja Richter, Gayle Tufts, Dieter Hallervorden, sowie Chin Meyer und Bernd Oertwig. Viele von ihnen veröffentlichen regelmäßig persönliche Beiträge und Kolumnen im Magazin.

## Konzept und Inhalte
mein/4 konzentriert sich auf gesellschaftlich relevante Themen, Porträts von Berliner Persönlichkeiten, Reportagen, Interviews und lokale Kultur. Sensationsjournalismus oder Boulevardthemen werden bewusst vermieden. Die inhaltliche Gestaltung und visuelle Präsentation zielen auf ein hochwertiges, entschleunigtes Leseerlebnis.

## Veranstaltungen
Seit mehreren Jahren richtet die Redaktion das jährliche Sommerfest „Sterne Berlins – Menschen, die unsere Hauptstadt zum Leuchten bringen“ aus. Die Veranstaltung würdigt Menschen, die sich in besonderer Weise für die Stadtgesellschaft engagieren – ob prominent oder im Verborgenen. Das Fest hat sich zu einem festen gesellschaftlichen Termin im Berliner Veranstaltungskalender entwickelt.
Im Jahr 2024 wurde die Margot Friedländer als besonderer „Stern Berlins“ geehrt. Im Rahmen der Charity-Aktion gelang es dem Magazin, über 50.000 Euro an Spenden für die Margot Friedländer Stiftung zu sammeln.
Für das Jahr 2025 ist die Arne-Friedrich-Stiftung Empfängerin der Spenden. Auch diese Unterstützung erfolgt im Rahmen des Sommerfests, das sich mittlerweile als etabliertes und weithin bekanntes Highlight der Berliner Sommerfeste etabliert hat.

## Zusätzliche Publikationen
Neben dem quartalsweise erscheinenden mein/4 Stadtmagazin im Format A4 publiziert die Redaktion seit 2018 auch eigene Stadtteilführer unter dem Titel „mein/4 Spezial City Ost“. Die erste Ausgabe entstand mit dem Ziel, Anwohnerinnen und Anwohner dazu zu ermutigen, ihre gewohnten Wege zu verlassen und die kleinen, oft inhabergeführten Geschäfte in den Nebenstraßen ihres Viertels zu entdecken.
Die Stadtteilführer entwickelten sich von Beginn an zu einem großen Erfolg und wuchsen schnell auf über 100 Seiten an. Aufgrund der positiven Resonanz wurde das Konzept 2019 auf weitere Stadtteile ausgeweitet – seither erscheint auch ein eigener Stadtteilführer unter dem Titel „mein/4 Spezial City West“, der ebenfalls breite Beachtung fand.